# Juan Muñiz (misjonarz)
Juan Muñiz (ur. 29 października 1885, zm. 1967) – hiszpański misjonarz Świadków Jehowy. W latach 1924–1967 usługiwał w krajach Ameryki Południowej, przyczyniając się do zapoczątkowania i rozwoju działalności Świadków Jehowy w Argentynie, Urugwaju, Paragwaju i Chile. Założył Biuro Oddziału w Argentynie i w latach 1926–1949 nadzorował jego działalność.

## Życiorys
Pochodził z Asturii w Hiszpanii. Ukończył szkołę wiejską, a następnie rozpoczął naukę w szkole prowadzonej przez zakonników, odbierając wykształcenie teologiczne. Zamierzał zostać księdzem katolickim, lecz rozczarował się swoją religią i ją porzucił. W wieku dziewiętnastu lat gdy pracował w fabryce wstąpił do partii socjalistycznej, jednak w roku 1909 postanowił ją opuścić.
W 1910 roku wraz ze swoim bratem przeniósł się do Stanów Zjednoczonych gdzie pracował w branży budowlanej. Dwa lata później wspólnie otworzyli mały sklep. Tam spotkał Badaczy Pisma Świętego jak nazywano wówczas Świadków Jehowy i nabył książkę „Boski plan wieków”. W roku 1916 zaczął uczęszczać na zebrania w trzystuosobowym zborze w Filadelfii. W 1917 roku został ochrzczony i rozpoczął działalność kaznodziejską. W tym czasie sprzedał sklep i podjął pracę u jubilera ucząc się naprawy zegarków.
Trzy lata później w roku 1920 za namową drugiego prezesa Towarzystwa Strażnica Josepha F. Rutherforda powrócił ze Stanów Zjednoczonych do rodzinnej Hiszpanii, by tam zorganizować działalność kaznodziejską. Mimo gorliwych starań osiągnął skromne rezultaty, gdyż był śledzony przez policję. W kwietniu 1924 planował zorganizować przemówienie publiczne J.F. Rutherforda w Madrycie, lecz nie otrzymał zezwolenia. Z powodu tych ograniczeń w maju 1924 roku J.F. Rutherford skierował go do służby w Argentynie. Do Buenos Aires przybył 12 września 1924 roku. Wkrótce udał się do Urugwaju oraz Paragwaju, aby i tam podjąć działalność kaznodziejską.
Dwa lata później Juan Muñiz założył w Buenos Aires Biuro Oddziału Towarzystwa Strażnica, które nadzorowało działalność w Argentynie, Chile, Paragwaju i Urugwaju. Został jego nadzorcą. Podczas swojej służby przemierzył Argentynę, Chile, Paragwaj i Urugwaj. W tym czasie utrzymywał się z naprawy zegarków. Na jego prośbę prezes Towarzystwa Strażnica skierował grupę głosicieli z Europy, by działalnością kaznodziejską objąć ludność niemieckojęzyczną w kilku krajach Ameryki Południowej.
W 1946 roku uczestniczył w kongresie międzynarodowym pod hasłem 	„Weselące się narody” zorganizowanym w Cleveland. Następnie przez pięć miesięcy pracował w Biurze Głównym odbierając szkolenie w zakresie pracy Biura Oddziału po czym powrócił do Argentyny. Działalność Biura Oddziału nadzorował do 1949 roku. Od 1924 roku przez 43 lata, aż do śmierci w roku 1967 usługiwał w Ameryce Południowej.